# Valle del Ferro
La Valle del Ferro (o Piana del Ferro) è una zona che si trova nella Calabria Settentrionale, con altitudine media intorno ai 200 m s.l.m. Prende il nome dal torrente Ferro che solca parte dell'Alto Ionio Cosentino. Possiede caratteristiche climatiche simili alla Piana di Catania e al Metapontino, con clima mediterraneo-sunbtropicale. Può considerarsi una delle zone caratterizzate da temperature alte per gran parte dell'anno, che in estate sfiorano anche i 40-42 °C. Comprende i comuni di Castroregio, Oriolo, Montegiordano, Roseto Capo Spulico ed Amendolara.